# Botev Peak
Botev Peak är en bergstopp i Antarktis. Den ligger i Sydshetlandsöarna. Argentina, Chile och Storbritannien gör anspråk på området. Toppen på Botev Peak är 37 meter över havet.
Terrängen runt Botev Peak är huvudsakligen kuperad, men åt nordost är den bergig. Havet är nära Botev Peak åt sydväst. Trakten är glest befolkad. Närmaste befolkade plats är St. Kliment Ohridski Base, 13,6 kilometer norr om Botev Peak. 